# Fu Yuehua
Fu Yuehua est née en 1945. Elle est une des animatrices du Printemps de Pékin, mouvement d’opposition démocratique à Pékin en 1978 et 1979. Elle est condamnée à deux années d’emprisonnement en janvier 1979. Quand elle est libérée, elle est transférée dans un camp de rééducation par le travail.

## Biographie
Fu Yuehua est née dans une famille pauvre dans un milieu urbain. Elle obtient un diplôme de l’enseignement secondaire en 1966. Elle est une ancienne ouvrière du bâtiment qui n'a appartenu à aucune organisation et n'a adopté aucune philosophie particulière.
Mais lorsque des milliers de paysans désorganisés sont arrivés de la campagne pour demander réparation pour leurs griefs, elle a soudainement assumé un rôle de premier plan dans la coordination de leurs protestations. L'énorme rassemblement de janvier 1979 a probablement été l'action la plus spectaculaire des pétitionnaires. Ils ont bloqué le trafic du centre-ville pendant plus d'une heure. Fu Yuehua a été arrêtée dès janvier et inculpée en avril.
Le 25 décembre 1979, Fu Yuehua, a été condamnée  à deux ans de prison par la Cour populaire intermédiaire, alors que son procès d'octobre a été ajourné dans une confusion apparente. Accusée de diffamation et de violation de l'ordre public, elle a été reconnue coupable seulement de la deuxième accusation. Néanmoins, le juge du procès a déclaré avant la condamnation que Fu, 34 ans, était « moralement dégénérée » et avait « sciemment commis une diffamation ». L'accusation de désordre est née d'une grande manifestation de pétitionnaires en janvier dernier sur la place Tienanmen de Pékin qu'elle aurait organisée. Une partie du dossier de l'Accusation était que Fu Yuehuaa a marché dans cette manifestation en brandissant un drap de lit qui disait : « Contre la faim, contre la persécution et pour la démocratie, pour les droits de l'homme ». Elle a été accusée de diffamation après avoir déclaré à plusieurs reprises qu'elle avait été violée par son secrétaire du Parti communiste chinois local il y a sept ans. Fu avait maintenu ses accusations contre l'officiel du parti avant de prendre la cause de la réforme démocratique.